# BLEACH 死神：劇場版—鑽石星塵的反叛
《BLEACH ：劇場版－鑽石星塵的反叛》（劇場版BLEACH The DiamondDust Rebellion もう一つの氷輪丸）是於2007年改编自日本漫畫家久保帶人作品《BLEACH 》的2007年上映劇場版第2作。

## 故事簡介
日番谷率領的十番隊，在運送屍魂界王族祕寶「王印」時遭受不明攻擊，被奪走了王印，和首腦交手的日番谷忽然留下亂菊而離隊。幾天後，在現世接到「日番谷叛逃」報告的一護對此存疑。不久，受傷的日番谷被發現，送到黑崎醫院，恢復意識的日番谷卻什麼也不說，結果一護和日番谷因此大打出手。此時，不明的「虛」闖進戰鬥中，表示是來迎接日番谷，日番谷沒否認。
受到衝擊的一護敗下陣來，此時受十番隊副隊長亂菊之託前來秘密探查日番谷的露琪亞和戀次，救了負傷的一護。沿著日番谷留下的話語和不明的「虛」的線索追查的一護一行人、戀次得到八番隊隊長京樂春水的協助，追查到一個已死的死神「草冠」身上。而春水不知被何襲擊受到重傷，現場還殘留冰輪丸攻擊的痕跡。
與此同時，派遣到現世搜索日番谷的隊伍卻被日番谷本人撃退。對日番谷疑惑日深的屍魂界，對日番谷下了處刑的命令。日番谷是真的背叛了嗎？不明的虛究竟是什麼人物？王印所隱藏的秘密又是？日番谷被懷疑是叛變了還是捨棄了一切似地守口如瓶。不久一護意識到了日番谷的行動真正意圖。

## 登場角色
| 角色名                     | 配音員     | 配音員      | 配音員      | 配音員   |
| 角色名                     | 日本       | 台灣-東森版 | 台灣-緯來版 | 香港     |
| 主要角色                   | 主要角色   | 主要角色    | 主要角色    | 主要角色 |
| -------------------------- | ---------- | ----------- | ----------- | -------- |
| 黑崎一護                   | 森田成一   | 于正昇      | 何志威      | 李家傑   |
| 日番谷冬獅郎               | 朴璐美     | 錢欣郁      | 陶敏嫻      | 莊巧兒   |
| 草冠宗次郎                 | 石田彰     | 曹冀魯      | 李世揚      | 陳健豪   |
| 朽木露琪亞                 | 折笠富美子 | 錢欣郁      | 馮艾玫      | 蔡雁紅   |
| 護廷十三隊（隊長）         |            |             |             |          |
| 山本元柳齋重國             | 塚田正昭   | 曹冀魯      | 官志宏      | 張振聲   |
| 碎蜂                       | 川上倫子   | 錢欣郁      | 陶敏嫻      | 莊巧兒   |
| 卯之花烈                   | 久川綾     | 馮嘉德      | 王瑞芹      | 鄧潔麗   |
| 朽木白哉                   | 置鮎龍太郎 | 吳文民      | 陳幼文      | 張振聲   |
| 狛村左陣                   | 稲田徹     | 于正昇      | 陳幼文      | 鄧肇基   |
| 京樂春水                   | 大塚明夫   | 吳文民      | 陳幼文      | 張振聲   |
| 更木劍八                   | 立木文彦   | 曹冀魯      | 高銘孝      | 張振聲   |
| 涅繭利                     | 中尾隆聖   | 林谷珍      | 陳幼文      | 張振聲   |
| 浮竹十四郎                 | 石川英郎   | 林谷珍      | 官志宏      | 郭俊廷   |
| 護廷十三隊（副隊長、席官） |            |             |             |          |
| 雀部長次郎                 | 山口太郎   | 吳文民      | 陳幼文      | 鄧肇基   |
| 大前田希千代               | 樫井笙人   | 于正昇      | 李世揚      | 陳健豪   |
| 吉良井鶴                   | 櫻井孝宏   | 林谷珍      | 何志威      | 張振聲   |
| 虎徹勇音                   | 尤加奈     | 錢欣郁      | 陶敏嫻      | 魏惠娥   |
| 阿散井戀次                 | 伊藤健太郎 | 林谷珍      | 蔣鐵城      | 鄧肇基   |
| 伊勢七緒                   | 生天目仁美 | 馮嘉德      | 陶敏嫻      | 魏惠娥   |
| 檜佐木修兵                 | 小西克幸   | 吳文民      | 蔣鐵城      | 郭俊廷   |
| 松本亂菊                   | 松谷彼哉   | 馮嘉德      | 王瑞芹      | 鄧潔麗   |
| 斑目一角                   | 檜山修之   | 林谷珍      | 陳幼文      | 李家傑   |
| 綾瀬川弓親                 | 福山潤     | 于正昇      | 官志宏      | 郭俊廷   |
| 虎徹清音                   | 西村千奈美 | 馮嘉德      |             |          |
| 現世                       |            |             |             |          |
| 石田雨龍                   | 杉山紀彰   | 吳文民      | 高銘孝      | 郭俊廷   |
| 茶渡泰虎                   | 安元洋貴   | 林谷珍      | 陳幼文      | 張振聲   |
| 井上織姬                   | 松岡由貴   | 馮嘉德      | 陶敏嫻      | 魏惠娥   |
| 浦原喜助                   | 三木眞一郎 | 曹冀魯      | 官志宏      | 郭俊廷   |
| 四楓院夜一                 | 雪野五月   | 馮嘉德      | 王瑞芹      | 魏惠娥   |
| 黑崎一心                   | 森川智之   | 曹冀魯      | 官志宏      | 陳健豪   |
| 黑崎夏梨                   | 釘宮理惠   | 馮嘉德      | 馮艾玫      | 鄧潔麗   |
| 黑崎遊子                   | 瀨那步美   | 錢欣郁      | 陶敏嫻      | 蔡雁紅   |
| 黑崎真咲                   | 大原沙耶香 | 馮嘉德      | 陶敏嫻      | 鄧潔麗   |
| 斬魄刀                     |            |             |             |          |
| 斬月                       | 菅生隆之   | 吳文民      | 官志宏      | 郭俊廷   |
| 冰輪丸                     | 松岡大介   | 林谷珍      | 官志宏      | 鄧肇基   |
| 其他角色                   |            |             |             |          |
| 陰                         | 久川綾     | 錢欣郁      | 陶敏嫻      | 蔡雁紅   |
| 陽                         | 尤加奈     | 馮嘉德      | 王瑞芹      | 魏惠娥   |

## 製作人員
- 原作：久保帶人
- 導演：阿部記之
- 劇本：横手美智子、大久保昌弘（戦闘シーン担当）
- 角色設定：工藤昌史
- 音樂：鷺巢詩郎

## 主題樂曲
「光のロック」
- 作詞、作曲：山口隆
- 主唱：Sambomaster

## 小說
作者：久保帶人（原著）、松原真琴（小說）、橫手美智子（劇場版腳本）
| 卷數 | 集英社 | 集英社         | 集英社                 |
| 卷數 | 副標題 | 發售日期       | ISBN                   |
| ---- | ------ | -------------- | ---------------------- |
| 全   |        | 2007年12月22日 | ISBN 978-4-08-703189-8 |

## 外部連結
- 官方网站

1. ↑  . 集英社.   [2022-03-05]. （原始内容存档于2022-03-05） （日语）.